# كاديم
كاديم (بالعبرية: כדים) كانت بؤرة استيطانية إسرائيلية في محافظة جنين شمال الضفة الغربية. كانت تتبع مجلس شمرون الإقليمي إداريًا.

## التسمية
أخذت كاديم اسمها الذي يعني باللغة العربية «أجرار» جمع جرة، والتي تشير رمزيًا إلى جرة الزيت.

## التاريخ
اجتذبت البؤرة القريبة من مدينة جنين عائلات إسرائيلية شابة تسعى للحصول على سكن منخفض التكلفة وأسلوب حياة مثالي.[بحاجة لمصدر] لاحقًا، أدى استخدام القناصة الفلسطينيون قمة تل خارج السياج المحيط بالبؤرة لاستهداف نوافذ منازل كاديم. أدى لمغادرة العديد من المستوطنين.
تأسست عام 1981 على أراضي مصنفة كأملاك دولة في مدينتي قباطية وجنين، واستولت على 166 دونمًا.

## الإخلاء
خلال سبع سنوات من المفاوضات التي انتهت في عام 2001، نوقشت إمكانية تفكيك كاديم كجزء من اتفاق سلام.
في سبتمبر 2005، نفذت خطة أرئيل شارون لفك الارتباط أحادي الجانب، وتم إجلاء المستوطنين المتبقين.

## الجانب القانوني
يعتبر المجتمع الدولي المستوطنات الإسرائيلية في الضفة الغربية غير قانونية بموجب القانون الدولي، لكن الحكومة الإسرائيلية تعارض ذلك.